# 淵深海闊
《淵深海闊》，中國象棋棋譜，清朝陳文乾編著，嘉慶十三年（公元1808年）脫稿，因編作著家貧遂無法印行。公元1933年，天津象棋名家錢夢吾在某富商處意外見到此譜的手抄本，如獲至寶，但因擁有者索價過高，只能借見看一夕。錢先生約幾好友連夜抄錄僅抄得百餘局。後登至報紙，使得此譜名聲廣為人知。
公元1964年，棋譜收藏家劉國斌在北京琉璃廠尋得此手抄譜，並由當時仍在世的錢先生確認無誤。在文化大革命時此譜被疑為密碼本而被沒收，險遭不測，所幸文革後仍物歸原主劉先生手中，之後80年代才加以印行。
在成書一百多年後，終完成編作者遺願：後人見此而刊一公世，亦余之同志也。
此書共16卷371局，收錄有下法深奧、變化繁多的大型江湖名局，也有短小精妙、簡潔精悍的小型排局，收錄了清朝四大殘排局譜：《韜略元機》、《心武殘編》、《百局象棋譜》、《竹香齋》，及明代《適情雅趣》、《橘中秘》等名局，並加以詮正改良。

## 外部連結
《淵深海闊》的報導 （页面存档备份，存于）